# Lijst van oorlogsmonumenten in de voormalige gemeente Littenseradeel
Dit is een (onvolledige) chronologische lijst van beelden in de voormalige gemeente Littenseradeel. Onder een beeld wordt hier verstaan elk driedimensionaal kunstwerk in de openbare ruimte van de Nederlandse gemeente Littenseradeel, waarbij beeld wordt gebruikt als verzamelbegrip voor sculpturen, standbeelden, installaties, gedenktekens en overige beeldhouwwerken.
| Geplaatst | Omschrijving                                             | Kunstenaar                | Straat                                             | Plaats        | Materiaal                                               | Afbeelding                         |
| --------- | -------------------------------------------------------- | ------------------------- | -------------------------------------------------- | ------------- | ------------------------------------------------------- | ---------------------------------- |
| 1946      | Monument voor Sybrand Marinus van Haersma Buma           | Marius Duintjer           | Familiebegraafplaats Buma                          | Weidum        | steen                                                   |                                    |
| 1965      | Doopvont                                                 | Jan Murk de Vries         | N.H.Kerk                                           | Hidaard       | kalksteen                                               | Doopvont (Hidaard)                 |
| 1969      | Herdenkingsteken voor Hanso Schotanus à Steringa Idzerda | Harmen Abma               | Sânpaed                                            | Weidum        | Roestvast staal                                         | Harmen Abma, 1969                  |
| 1984      | Freule Clara Jacoba de Vos van Steenwijk                 | Frank Zeilstra            | Terp                                               | Wommels       | Brons                                                   | Frank Zeilstra, 1984               |
| 1984      | Doopvont                                                 | Chris Fokma               | N.H.Kerk                                           | Bozum         | Keramiek en koper                                       | Doopvont (Bozum)                   |
| 1985      | Húnser Murd                                              | Judith Boer               | Centrum                                            | Huins         | Chamotteklei                                            | Judith Boer, 1985                  |
| 1992      | De Triangel                                              | Aagg Toering              | Fjildwei                                           | Jorwerd       | staal                                                   | Aagg Toering, 1992                 |
| 1994      | Twee zwanen                                              | Beb Mulder                | De Terp                                            | Wieuwerd      | brons                                                   | Beb Mulder, 1994                   |
| 1994      | De Baarder Kat                                           | Atze Dijkstra             | Dekemawei                                          | Baard         | brons                                                   | Atze Dijkstra, 1994                |
| 1997      | De Stap                                                  | Eja Siepman van den Berg  | Keatsebaen 1, bij gemeentehuis                     | Wommels       | brons op hardstenen sokkel                              | Eja Siepman van der Berg, 1997     |
| 1998      | Luchtspiegeling (Uniastate)                              | Beb Mulder                | Stinzepaad                                         | Beers         | cortenstaal                                             |                                    |
| 1998      | De pet van Slauerhoff                                    | Douwe de Bildt            | Sluytermanwei 25, pastoriehek                      | Jorwerd       | brons                                                   | Douwe de Bildt, 1998               |
| 1998      | Zonder titel (S-vormige bank)                            | Peter Post en Henk Venema | Ald Hiem 2                                         | Wommels       | staal                                                   | Peter Post en Henk Venema, 2002    |
| 2003      | De Foardrager                                            | Hanneke Roelofsen         | Sluytermanwei                                      | Jorwerd       | brons                                                   | Hanneke Roelofsen, 2003            |
| 2003      | Hikke                                                    | Ids Willemsma             | Doarpsstrjitte 1                                   | Oosterwierum  | staal                                                   | Ids Willemsma, 2003                |
| 2004      | zonder titel                                             | Hanneke Roelofsen         | Bornialeane 6, bij Verzorgingshuis Nij Dekamastate | Weidum        | geëmailleerd koper                                      | Hanneke Roelofsen,2004             |
| 2005      | Na de merke                                              | Joop Visser               | Froonackerdyk                                      | Oosterlittens | cortenstaal en rvs                                      | Dorpsbevolking Easterlittens, 2005 |
| 2005      | Fjurkemiger (windwijzer)                                 | inwoners Welsrijp         | Froonackerdijk / Westerein                         | Welsrijp      | staal                                                   | Dorpsbewoners Wjelsryp, 2005       |
| 2008      | Boer zoekt koper                                         | Jan Ketelaar              | Kleasterdyk                                        | Winsum        | cortenstaal en rvs                                      | Jan Ketelaar, 2008                 |
| 2008      | Oorlogsmonument                                          | Monique Verbruggen        | Tsjerkebuorren, bij de Kerk van Kubaard            | Kubaard       | graniet en rvs                                          |                                    |
| 2008      | Sinne                                                    | Claudy Jongstra           | Gemeentehuis Littenseradiel, Keatsebaan 1          | Wommels       | wol, ruwe zijde, zijde-schiffon, plantaardige kleurstof |                                    |